# Pelargoderus niger
Pelargoderus niger är en skalbaggsart som först beskrevs av Thomson 1878.  Pelargoderus niger ingår i släktet Pelargoderus och familjen långhorningar. Inga underarter finns listade i Catalogue of Life.